# Cục Quản lý đất đai (Việt Nam)
Cục Quản lý đất đai (tiếng Anh: General Department of Land Administration, viết tắt là GDLA) là cơ quan trực thuộc Bộ Nông nghiệp và Môi trường Việt Nam, thực hiện chức năng tham mưu, giúp Bộ trưởng Bộ Nông nghiệp và Môi trường quản lý nhà nước và tổ chức thực thi pháp luật về đất đai trong phạm vi cả nước; quản lý và tổ chức thực hiện các hoạt động dịch vụ công thuộc phạm vi quản lý nhà nước của Cục theo quy định của pháp luật.

## Lịch sử
Tổng cục Quản lý đất đai thành lập ngày 4 tháng 3 năm 2008, theo Nghị định số 25/2008/NĐ-CP của Chính phủ. Ngày 1 tháng 1 năm 2023, Tổng cục Quản lý đất đai bị bãi bỏ, tách thành Vụ Đất đai, Cục Quy hoạch và Phát triển tài nguyên đất, Cục Đăng ký và Dữ liệu thông tin đất đai. Từ ngày 1 tháng 3 năm 2025, trong cuộc Cải cách thể chế Việt Nam 2024–2025, ba vụ này lại sáp nhập trở thành một đơn vị cấp cục duy nhất là Cục Quản lý đất đai.
Cục trưởng hiện tại là ông Đào Trung Chính.